# Orwellsk
Tillægsordet orwellsk bruges til at beskrive en situation, idé eller tilstand, som den engelske forfatter George Orwell mente var til skade for et frit samfund. Det drejer sig ofte om situationer, han også beskrev i sine romaner, især hans politiske fremtidsvision, den dystopiske roman 1984 (originaltitel Nineteen Eighty-Four)

## Betydning
"Orwellsk" henviser som regel til en eller flere af følgende:
- Manipulation af sproget til politiske formål, f.eks. ved at give ord en betydning, der er i modstrid med deres egentlige betydning.
- Statens krænkelser af privatlivet, hvad enten det sker fysisk eller med overvågning.
- Statens totale kontrol af borgernes liv, som f.eks. i et "Store Broder"- eller Big Brother-samfund.
- Statens ophævelse af familien som grundpille i samfundet.
- Erstatning af religiøsitet med en nærmest halvreligiøs tilbedelse af staten.
- Statens aktive fremmelse af "dobbelttænkning", hvor borgerne skal lære at acceptere modstridende begreber uden protest.
- Fornægtelse eller omskrivning af fortidige hændelser.
- En dystopisk eller anti-utopisk fremtid.
- Ordrig og tvetydig sprogbrug.

## Store Broder/Big Brother
Den mest udbredte betydning af "orwellsk" er den alt-kontrollerende "Big Brother"-stat, hvor en "Big Brother"-agtig myndighed – ofte sammen med et "tankepoliti" – konstant overvåger befolkningen for at afsløre forræderi eller upassende tanker. "Orwellsk" bruges også om undertrykkende politiske ideer og en eufemistisk sprogbrug inden for politik for at kamuflere moralsk anløbne ideer og handlinger. I den sidste betydning bruges ordet tit til at angribe en politisk modstander ved at kalde hans eller hendes politik "orwellsk"

## Politisk sprogbrug
Orwell plæderede for en mere præcis sprogbrug i den politiske debat, og han kritiserede sin tids politiske sprog, som han mente forhindrede folk i at tænke. Det er ikke sandsynligt, at Orwell ville have bifaldet brugen af sit eget navn i dag. Den noget uklare betydning af "orwellsk" og den ikke særligt klare sammenhæng mellem de situationer, folk kalder "orwellsk" og så Orwells dystopiske roman gør, at brugen af tillægsordet i bedste fald er upræcis og rammer politisk ved siden af. I sit essay Politics and the English Language går Orwell i rette med brugen af klicheer og uddøende metaforer, som " even think your thoughts for you, to a certain extent". Som Orwell skriver: "But if thought corrupts language, language can also corrupt thought."
I mange af sine essays og breve kritiserede Orwell ord, der havde en formel præcis betydning, men som blev brugt på en dårlig måde med et deraf følgende skred i betydningen. Orwell var en skånselsløs kritiker af fascismen, men han var ikke bleg for at kritisere en udbredte brug af ordet:
"It would seem that, as used, the word 'Fascism' is almost entirely meaningless. In conversation, of course, it is used even more wildly than in print. I have heard it applied to farmers, shopkeepers, Social Credit, corporal punishment, fox-hunting, bull-fighting, the 1922 Committee, the 1941 Committee, Kipling, Gandhi, Chiang Kai-Shek, homosexuality, Priestley's broadcasts, Youth Hostels, astrology, women, dogs and I do not know what else"

Denne artikel er en oversættelse af artiklen Orwellian  på den engelske Wikipedia.